# テレビ朝日系列平日昼前の情報番組枠
テレビ朝日系列平日昼前の情報番組枠（テレビあさひけいれつへいじつひるまえのじょうほうばんぐみわく）とは、テレビ朝日系列で平日（月 - 金曜日）の10時台や11時台に放送されている情報番組の一覧である。

## 主な番組

### 10時台前半
『スーパーJチャンネル』の兄弟番組として、同番組の特集コーナーを再放送していた。
- 2002年4月1日 - 2003年3月28日：『うるおい宣言!』
- 2003年3月31日 - 2004年3月26日：『気になる!』
- 2004年3月29日 - 2005年7月1日：『快適!ズバリ』
- 2005年7月4日 - 2006年3月24日：『いま得!』

上記番組終了後、2006年4月3日より現在の散歩シリーズ（ちい散歩→若大将のゆうゆう散歩→じゅん散歩（放送中））の放送枠となる。

### 10時台後半
- 2014年4月1日 - 現在：『ワイド!スクランブル』[注釈 1] - 正午枠に統合

### 11時台前半
- 1974年4月1日 - 1975年3月28日：『奥さまあなたの11時』 - 11:40までの放送
- 1982年10月4日 - 1984年3月30日：『素敵なミセスに』 - 11:45までの放送
- 1984年4月2日 - 6月29日：『おもしろ気分11時』
- 1984年7月2日 - 1985年9月：『荻島真一のもうすぐお昼』
- 2014年4月1日 - 現在：『ワイド!スクランブル』[注釈 1] - 再び正午枠に統合

### 11時台後半
- 1984年4月2日 - 1988年4月1日：『ウェザーショー』 - 11:40までの放送
- 1988年4月4日 - 1989年9月29日：『ニュースやきたてマドレーヌ』 - 11:45までの放送
- 1989年10月2日 - 1993年4月2日：『ニュースプロフィール』 - 11:45までの放送
- 1993年4月5日 - 1994年9月30日：『ザ・ニュースキャスター』 - 正午枠に統合
- 1994年10月3日 - 1997年9月26日：『お昼のN天ワイド』
- 1997年9月29日 - 現在：『ワイド!スクランブル』[注釈 1] - 再び正午枠に統合

## 系列局の自社制作番組
一部局ではテレビ朝日の番組を一部時間帯（過去には全時間帯）にネットせず、独自制作の番組を放送している。『大下容子ワイド!スクランブル 第1部』と重複する時間帯の全くないものが一部含まれるが、重複する時間帯が少しでもある番組を放送する局では10時30分または11時45分からの飛び乗り放送となる。
※は金曜日のみの放送。△は月 - 木曜日に放送。▲は月 - 水曜日に放送。

### 北海道テレビ
- 『情報サプリ!』
- 『情報!マルシェ』
- 『ママ・マルシェ』

※2018年10月1日からは『大下容子ワイド!スクランブル 第1部』を同時ネットで放送している。

### 東日本放送
- 『突撃!ナマイキTV』

### 新潟テレビ21
- 『にいがたLive!ナマ+トク』

### 朝日放送テレビ
- 『西川きよしのおしゃべりあるき目です』
- 『きよし・黒田の今日もへぇーほぉー』▲

※2017年10月2日からは『大下容子ワイド!スクランブル 第1部』を同時ネットで放送している。

### 広島ホームテレビ
- 『西田篤史のテレビランド』
- 『生です!カッキン』
- 『情報てれび 榮屋松本堂』
- 『マル得生てれび イチオシ。』
- 『週末喫茶 アサブランカ』

※現在は『大下容子ワイド!スクランブル 第1部』を同時ネットで放送している。

### 瀬戸内海放送
- 『にこまるワイド』

※現在は『大下容子ワイド!スクランブル 第1部』を同時ネットで放送している。

### 九州朝日放送
- 『長谷川法世ときめきポテト』
- 『情報回遊TV うるとらマンボウ』
- 『アサデス。九州・山口』△
- 『サワダデース』△

※現在は『大下容子ワイド!スクランブル 第1部』を同時ネットで放送している。

### 長崎文化放送
- 『はなきん』
- 『トコトンHappy』
- 『あさドキ!』※

### 大分朝日放送
- 『金様の鍵』※

### 鹿児島放送
- 『口コミTVマミーズクラブ』
- 『たま5ちゃん』
- 『ひる前!ときめきTV』
- 『かごしま ときめきTV』
- 『かごとき』△
- 『ですです。』※
- 『ほっ!とブレイク』※

※2019年4月1日からは『大下容子ワイド!スクランブル 第1部』を月曜 - 木曜のみ同時ネットで放送している。

### 琉球朝日放送
- 『十時茶まで待てない!』